# 野々宮あめ
野々宮 あめ（ののみや あめ、3月11日生）は、日本のAV女優。ティーパワーズ所属。

## 略歴
2020年10月、「雨宮もな（あめみや もな）」としてAVデビュー。テスター所属。
2021年9月、「野々宮あめ」に改名。ティーパワーズ所属。

## 作品

### アダルトDVD
「雨宮もな」名義
- 声小さいけど、めっちゃ敏感娘 AV Debut #雨宮もな #短大生 #ハタチ(20) #夢はガールズバンド #キーボード担当#小動物系（10月13日、ムーディーズ）
- イッた直後も突かれまくってイッてイッてイキまくる 物静かな早漏少女の覚醒性交（11月25日、kawaii）
- 完ナマSTYLE @もな #坂道系ロ●ビッチ #めちゃ濡れパン染み全開 #初生円光 #最強マン肉名器 #完全生ハメ #大量中田氏（12月27日、FIRST STAR）

- 円女交際 中出しoK18歳 ミニマム鬼濡れロ●名器娘（1月7日、パコパコ団とゆかいな仲間たち）※Blu-ray Disc版は2020年12月30日発売
- ≪普段なら絶対ついて行かないのに≫ 作り笑顔で強がってるけど 大好きな人にフラれて… 寂しくて、ナンパ師について行っちゃった女の子。（1月25日、ナンパJAPAN）※「もな」名義
- 素人美少女とリモコンバイブお散歩 ーSN区編ー 「もう我慢できません…//」 人混みの中ビクビク震えてイキまくってしまう女子たち! 人生初の羞恥プレイでまさかのエロスイッチオン! 車移動中も窓全開放で大胆カーオナニー! 最後は近くのスタジオで心行くまで生セックス!（2月12日、赤面女子）※「もな」名義
- 妹売ります。 姉の彼氏を寝取る妹のNTR中出しセックスを隠し撮って勝手に発売。 調子に乗ってハメ撮りしてたので彼氏のスマホからデータも頂きました。（2月19日、DOC）※「もな」名義
- 完全撮り下ろし乳もみナンパ! 8時間2枚組! おっぱいパワーで日本を元気にしよう!! 恥じらう赤面素人娘107人の色・形・大きさの違う生おっぱいを揉んで!触って!鷲掴み! 街行く女の子たちに交渉→即揉み! vol.08 「今ここで!?さっき出会ったばかりなのに恥ずかしい…(照)」 特大号スペシャル!! in渋谷・原宿・新宿・銀座・池袋（3月19日、ディープス）
- 妻の妹がこんなにエロいとは!? 同居している義妹の無防備な姿を盗撮してることがバレてしまい人生終了を覚悟してたら「もっとエッチなこと撮らせてあげよっか」と誘ってきた!?妹に寝取られちゃったボク…（3月19日、DOC）※「ありす」名義
- 個室J●リフレに潜入→生本番等の裏オプ実態を隠し撮り 制服美少女4人分収録（3月26日、S級素人）
- ナンパTV×PRESTIGE PREMIUM 26（4月30日、プレステージ）※「もな」名義
- 完全主観 妹系メイド出張デリヘル パイパン中出しオプション付き 4（5月13日、BAZOOKA）※「もな」名義
- ノーパンノーブラの無防備な格好でゴミ出ししている人妻が童貞の僕の視線に気づいたのかわざと胸&マ●コをチラつかせてくる!チラつかせてくるだけでなくまさかの「興奮した…?もっと見たい…?」と誘惑してきて… 4（6月13日、SCOOP）
- 下心丸出しで泊めてあげた家出女子校生が実は天性の小悪魔だった!!徹底的に痴女られて三日間は勃たなくなるほどザーメンを搾り取られる!!（7月13日、SCOOP）※「もな」名義
- 1K部屋呑みドキュメント おっとり可愛いミニマム娘 雨宮もなとお部屋で1日ハメハメしてみた（8月7日、パコパコ団とゆかいな仲間たち）※Blu-ray Disc版も同時発売
- 【神ド陰キャ】 脳汁ドバまくり洗脳! エロ底知れぬチョー絶美少女の鉄壁ガードをすり抜け、切なくあえぐ中出し肉便器に（9月28日、ジェントルマン）

「野々宮あめ」名義
- 顔出し解禁!! マジックミラー便 3分前まで女子○校生! 卒業式直後に初めての素股編 総勢20人全員SEXスペシャル! ギンギンに勃起したち○ぽを赤面まんコキ! 恥じらいながらも濡れてしまった10代うぶオマ○コにヌルっと挿入で激イキ絶頂!! 2枚組10時間!!（5月17日、ディープス）※「あおい」名義
- 娘に喰わせてもらってます。（6月3日、ワープエンタテインメント）※Blu-ray Disc版も同時発売
- スレンダー美少女の彼女が俺の親父に寝取られ種付けプレスされていた。（10月25日、ダスッ!）
- ギャル化した華奢ちっぱい従妹の挑発パンチラ誘惑で、理性が吹き飛び中出し連射。（11月22日、ROYAL）
- 3股していたことが彼女たち全員にバレてフラれるかと思いきやまさかの争奪戦勃発! 「私が一番でしょ?」と代わる代わる襲われヌカれまくっちゃった僕（11月23日、SODクリエイト）

### アダルトVR
「雨宮もな」名義
- 家出制服美少女 先生と私の関係チクられたく無かったら泊めてね! 学校 自宅 電車とヌカれまくり!（6月4日、ブイワンVR）
- 静まり返る図書館でJ●猥褻性交 突然襲われ拘束!尊厳を奪われ恥辱の中出し!（10月15日、TEPPAN VR）

### ネット配信
「雨宮もな」名義
- マジ軟派、初撮。 1575 新宿でほんわかお姉さんと居酒屋からのお持ち帰り♪●ったら想像以上のドエロちゃんwパイパンのオ●ンコはずぶ濡れで、チ●ポ入れたら華奢な体を痙攣させて何度もイッちゃう!（12月27日、ナンパTV）※「もな」名義
- 【初撮り】【スレンダー美少女】【可愛い顔が..】21歳のスレンダー美少女が魅せる蠱惑的なボディライン。細い腰を掴み、壊れるほどの激しいピストンをお見舞いすれば.. ネットでAV応募→AV体験撮影 1428（12月30日、シロウトTV）※「もな」名義

- ［**東●大学生］［身バレ即削除］2年生 高嶺の花K.　勉強以外奥手で引っ込み思案な美女がイケメンに口説かれ、初のハメ撮り　データ流出［高画質DL有］（1月28日、エログラム）
- 【極細スレンダーJ】パトロン社長とNN強制ハメ撮り 東京都立　普通科 K●2年 Yちゃん（2月2日、ヤミ鍋）※「Y」名義
- かすみ（11月17日、恋愛カノジョ）※『［**東●大学生］［身バレ即削除］〜』のFANZA版

「野々宮あめ」名義
- 【《奇跡のガチロリ体型》音大卒ピアニストとマッチング性交】出会い系アプリで知り合ったハメ撮りOKヤリモク女子と初対面ゴム無SEX!チ○ポとも相性match♪まさかのセフレ昇格!w恥ずかしがりながらも性感帯の耳を舐められパンツはグッショリ...!華奢な身体を掴んでバックで猛烈ピストン→子犬のようにキャンキャン喘ぎながら絶頂痙攣!!エロコスまで着せ超敏感マ○コに将来性皆無の膣奥射精!【あまちゅあハメREC#のの#ピアニスト】（5月24日、MOON FORCE）※「のの」名義
- ののちゃん（5月24日、素人ホイホイ）※「のの」名義
- 【盗撮】育ちの良いスレンダー音大女子が講師と生ハメSEXしている様子を盗撮。華奢な身体にフル勃起チ●コが容赦なく襲い掛かる【流出××】（6月24日、素人CLOVER）
- 【配信専用】空になるまで連続射精!超絶追い手コキ! 3（7月14日、DOC）
- 彼氏と喧嘩中のアイドル研究生をヤリ部屋に連れ込み制服エッチ!幼さの残るスレンダーロリボディに大量中出し!!（8月11日、黒船）※「もちこ」名義
- 渋●区N生（9月18日、路地裏ぱんぱん）
- あめちゃん（9月21日、素人ムクムク）※「あめ」名義
- AM004ちゃん（9月29日、白昼夢）※「AM」名義
- あめ（11月18日、裏垢ドットえす）※「あめ」名義

### デジタル写真集
「雨宮もな」名義
- 制服美少女ぐぅかわ!! 学校でバイト先でエッチしちゃうぞ!（2021年5月7日、ブイワンVR）
- 人気女優厳選!! 超乳・爆乳350ページ以上BEST 最大Mカップ11名（2022年1月26日、ブイワンVR）

「野々宮あめ」名義
- 娘に喰わせてもらってます。（2022年8月5日、WAAP photo）

## 出演

### テレビ
- 魚拓と成瀬のツキとスッポンぽん #410,#411（2022年7月10日,17日、パチ・スロ サイトセブンTV）[5][6]